# Eddie Lang Jazz Festival
L'Eddie Lang Jazz Festival è un festival jazz che si tiene in Italia. Programmato in genere nella prima decade di agosto, si svolge da due decenni nella cornice del centro storico di Monteroduni, grazioso borgo collinare in provincia di Isernia, prevalentemente nei giardini del Castello Pignatelli.
Deve il suo nome al chitarrista Salvatore Massaro in arte Eddie Lang, i cui genitori, monterodunesi entrambi, lasciarono il paese alla volta degli Stati Uniti. Nato a Filadelfia, divenne un noto chitarrista e incise prevalentemente al fianco di Joe Venuti.
Il Festival nasce ufficialmente nel 1991 grazie al contributo di un famoso storico della musica jazz, Adriano Mazzoletti, il quale rese nota l'origine monterodunese di Eddie Lang alla comunità del paese molisano. Da quel momento il festival cresce fino ad ospitare artisti quali Michel Petrucciani (che tenne uno dei suoi ultimi concerti proprio nei giardini del Castello Pignatelli), John Scofield, Jim Hall, Fontella Bass, Benny Golson, Marcus Miller, Tommy Emmanuel, Joe Locke, Richard Bona, Randy Brecker, Hiram Bullock.
Durante il festival si svolge un concorso internazionale per giovani chitarristi jazz: i jazzisti Alessio Menconi, Rocco Zifarelli, Giuseppe Mirabella sono alcuni dei vincitori.
Inoltre, dal 2007, il festival offre anche una serie di seminari di alto perfezionamento jazz a studenti di tutta Italia e masterclass con i migliori chitarristi mondiali.
In occasione dell'edizione del ventennale, nell'estate 2010, si sono esibiti artisti come Jim Hall, Greg Howe (chitarrista di Michael Jackson nell'History tour), Peter Brötzmann, Hamiet Bluiett, Fabrizio Bosso e Dado Moroni (entrambi vincitori del Top jazz 2010).